# Yarborough Landing (Arkansas)
Yarborough Landing es un lugar designado por el censo ubicado en el condado de Little River en el estado estadounidense de Arkansas. En el Censo de 2010 tenía una población de 487 habitantes y una densidad poblacional de 84,24 personas por km².

## Geografía
Yarborough Landing se encuentra ubicado en las coordenadas 33°43′8″N 94°0′32″O / 33.71889, -94.00889. Según la Oficina del Censo de los Estados Unidos, Yarborough Landing tiene una superficie total de 5.78 km², de la cual 5.75 km² corresponden a tierra firme y (0.49%) 0.03 km² es agua.

## Demografía
Según el censo de 2010, había 487 personas residiendo en Yarborough Landing. La densidad de población era de 84,24 hab./km². De los 487 habitantes, Yarborough Landing estaba compuesto por el 95.07% blancos, el 1.44% eran afroamericanos, el 2.05% eran amerindios, el 0% eran asiáticos, el 0% eran isleños del Pacífico, el 1.23% eran de otras razas y el 0.21% pertenecían a dos o más razas. Del total de la población el 1.44% eran hispanos o latinos de cualquier raza.